# Jakob Ankersen
Jakob Ankersen, né le 22 septembre 1990 à Esbjerg au Danemark, est un footballeur danois. Il évolue au poste d'ailier.

## Biographie
Né à Esbjerg au Danemark, Jakob Ankersen est formé par le club local de l'Esbjerg fB, avec lequel il commence sa carrière.
Il inscrit neuf buts en première division danoise lors de la saison 2013-2014. Le 22 novembre 2014, il est l'auteur d'un triplé en championnat, contre le club d'Hobro.
Avec les clubs de l'Esbjerg fB et de l'IFK Göteborg, il joue 24 matchs en Ligue Europa, inscrivant deux buts. Il inscrit son premier but en Ligue Europa le 24 juillet 2014, lors du deuxième tour contre le club kazakh du Kairat Almaty. Il marque son second but dans cette compétition le 4 août 2016, contre le club finlandais du HJK Helsinki.
Le 30 janvier 2017, il s'engage en faveur du club belge du SV Zulte Waregem. Il signe un contrat de deux ans et demi, avec une année supplémentaire en option.
Le 10 août 2021, Jakob Ankersen s'engage en faveur du Randers FC pour un contrat courant jusqu'en juin 2022.
Le 10 juillet 2023, Jakob Ankersen s'engage en faveur de l'AC Horsens, club venant d'être relégué en deuxième division. Il signe un contrat de deux ans, soit jusqu'en juin 2025.
Le 2 septembre 2024, Jakob Ankersen résilie son contrat avec l'AC Horsens, un peu plus d'un an après son arrivée. Il se retrouve alors sans club.

## Vie privée
Jakob Ankersen est le frère jumeau de Peter Ankersen, lui aussi footballeur professionnel. Les deux frères ont été formés ensemble à l'Esbjerg fB, devenant deux joueurs majeurs de l'équipe première.

## Palmarès
- Esbjerg fB
  - 1. Division
    - Champion :  2012

  - Coupe du Danemark
    - Vainqueur :  2013

- Esbjerg fB
  - Svenska Cupen
    - Vainqueur :  2015